# Kostermanthus malayanus
Kostermanthus malayanus är en tvåhjärtbladig växtart som först beskrevs av André Joseph Guillaume Henri Kostermans, och fick sitt nu gällande namn av Ghillean `Iain' Tolmie Prance. Kostermanthus malayanus ingår i släktet Kostermanthus och familjen Chrysobalanaceae. Inga underarter finns listade i Catalogue of Life.